# 巴伊斯河畔圣保罗
巴伊斯河畔圣保罗（法語：Saint-Paul-de-Baïse，法語發音：[sɛ̃ pɔl də ba.iz]）是法国热尔省的一个市镇，属于孔东区。

## 地理
巴伊斯河畔圣保罗（43°46'30"N, 0°22'23"E）面积10.1 平方千米，位于法国奧克西塔尼大區热尔省，该省份为法国西南部内陆省份，北起顺时针与洛特-加龙省、塔恩-加龙省、上加龙省、上比利牛斯省、大西洋比利牛斯省和朗德省接壤。
与巴伊斯河畔圣保罗接壤的市镇（或旧市镇、城区）包括：博纳、热甘、马朗巴、罗泽斯、圣让普奇、维克弗藏萨克。

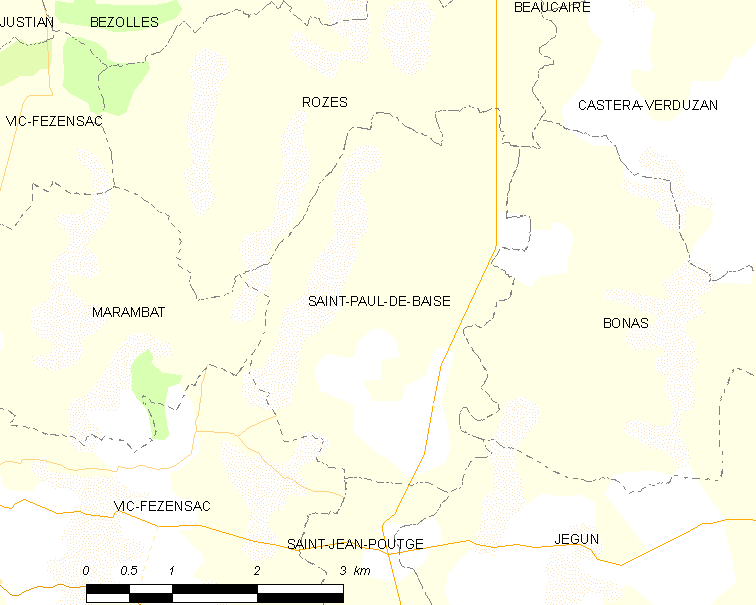
巴伊斯河畔圣保罗的OSM定位图

巴伊斯河畔圣保罗的时区为UTC+01:00、UTC+02:00（夏令时）。

## 行政
巴伊斯河畔圣保罗的邮政编码为32190，INSEE市镇编码为32402。

## 政治
巴伊斯河畔圣保罗所属的省级选区为弗藏萨克县。

## 人口

1962-2008年间巴伊斯河畔圣保罗人口变化图示

巴伊斯河畔圣保罗于2022年1月1日时的人口数量为108人。